# Marcin Małek
Marcin Małek, również piszący pod pseudonimem literackim Martin Smallridge (ur. 24 lutego 1975 w Warszawie) – polski poeta i publicysta, publikował w kwartalnikach „Fronda”, „Tygiel Kultury”, „Akcent”, oraz w miesięcznikach „Nowe Państwo”, „Stosunki Międzynarodowe”, „Opcja na prawo”. Laureat dorocznej nagrody (za rok 2012) czasopisma "Poetry&Paratheatre" w dziedzinie sztuki, w kategorii Wiersz Roku (utwór „Bieg – czyli list do współczesnych”). Od 2006 roku mieszka i pracuje w Dublinie w Irlandii.

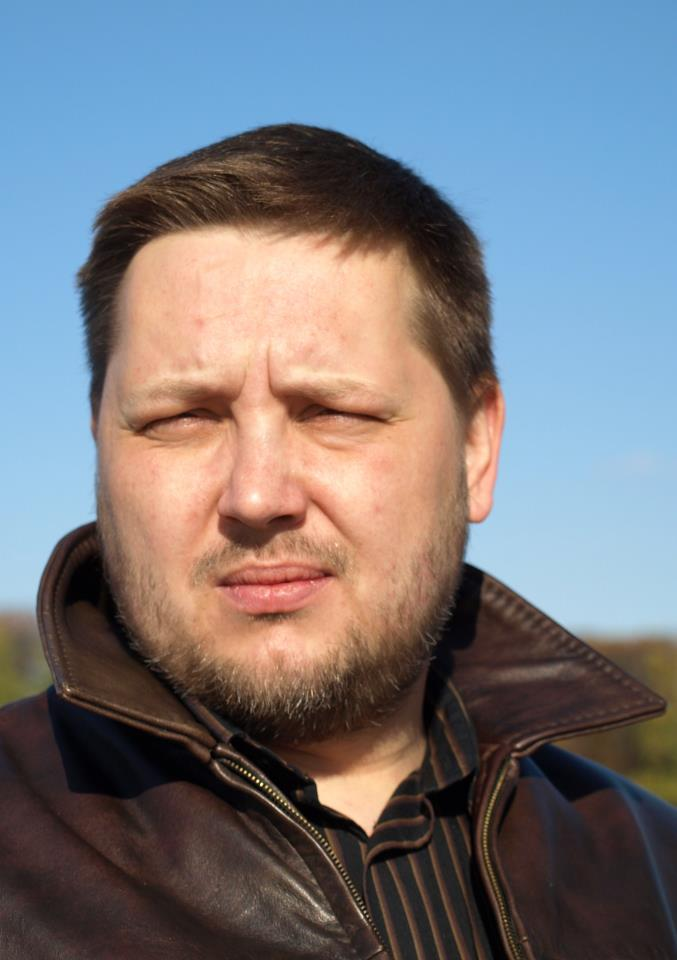
Marcin Małek (2012)

## O twórczości
W ostatnich latach Małek poświęcił się głównie poezji, jak mawia: „od reszty powrócił do siebie”, a jedyne „co ma, to moc słowa i tę brzemienną świadomość…”. O poezji mówi, że „jest zrywem, czymś nieuchwytnym i mało powiedzieć niewytłumaczalnym. Jest drogą w nieznane, wciąż zadaje pytania i bardzo rzadko słyszy odpowiedzi. A więc być poetą znaczy nie więcej, niż błądzić i pytać o drogę.”. Jego zdaniem poezja to „taki magazyn historycznych osobliwości, w którym na wszelki wypadek trzymamy rzadko używane słowa, a poeci to robotnicy, którzy używają tych słów jako surowca. Szkopuł w tym, że pracują tak jakby po omacku, bo z takim budulcem nigdy nie można mieć pewności i trudno przewidzieć co wypadnie z taśmy.”. O poetach wyraża się ostrożnie, mówiąc, że mieszkają „gdzieś tam, gdzie my, zwykli śmiertelnicy nie mamy wstępu – po drugiej stronie, pośród zaklęć, mitów i legend. Jego zdaniem poeta „jest trochę jak ów nieszczęsny Ikar, którego lot i upadek stanowią szeroko rozpowszechniony symbol ludzkiego dążenia do realizacji zamyślonych celów wbrew naturalnym porządkom świata. Chcemy w nim widzieć tego, kto w pogoni za rzeczywistością, jest w pełni świadomy swojej straszliwej odpowiedzialności i zawsze wierny jakiejś idei, śmiało wkracza tam, gdzie żaden z pozoru normalny człowiek nie ośmieliłby się wejść, ponieważ przeszkadza mu w tym jego „Ja”. Poeta (żyjąc w nas) ma ich tysiące – trwa w wiecznym locie – upada aby się wznieść, wznosi się aby upaść. I tak bez końca, przechodzi z jednego wymiaru w drugi, stając się swoim zwielokrotnieniem […]”. Małek mówi o sobie, że niekiedy bywa „postacią zmyśloną”, albo, że „obcuje z duchami”, a także, że „pod naporem niektórych słów, zwyczajnie „nie umie być sobą”

## Publikacje

### Publikacje książkowe
Fabryka słów w stu jeden wierszach Wyd. Miniatura, Kraków 2010. ISBN 978-83-7606-218-1
My wszyscy z wierszy. Wyd. Miniatura, Kraków 2011. ISBN 978-83-7606-279-2
Z powiek opłatki krwi. Wyd. Miniatura, Kraków 2011. ISBN 978-83-7606-319-5
Spomiędzy rzeczy. Wyd. Miniatura, Kraków 2012. ISBN 978-83-7606-341-6
Pamiętnik z niedokończonej wyprawy. Wyd. Miniatura, Kraków 2012. ISBN 978-83-7606-377-5
Nazwijcie mnie idiotą. Wyd. Miniatura, Kraków 2012. ISBN 978-83-7606-440-6
Jedną nogą. Wyd. Miniatura, Kraków 2013. ISBN 978-83-7606-586-1
Na życie i śmierć poety. Wyd. Lyrics, Lublin 2015 ISBN 978-83-943162-0-4
For life and death of a poet. Wyd. Lyrics, Lublin 2015 ISBN 978-83-943162-1-1
Znaki żywego alfabetu. Wyd. Lyrics, Lublin 2015 ISBN 978-83-943162-2-8
Najgorsze jest pierwsze sto lat i inne dialogi. Wyd. Lulu.com 2015 ISBN 978-1-329-62847-2
Ponad miarę ludzkiej materii. Wyd. Lulu.com 2015 ISBN 978-1-326-45889-8
Anthology of slavic poetry.  Piotr Kasjas Lulu.com, 16 października 2016. ISBN 978-1-326-78622-9, wiersze na str. 161-165.
We'll go asleep. Poems and ballads. Wyd. Lyrics, 2020 Portlaoise. ISBN 979-85-64472-47-0, ASIN : B08NF32F8N Lyrics 2020"
Breaking through the inky night: On trivial yet deadly serious matters. Wyd. Lyrics Editorial House, May 13, 2021, Portlaoise. ISBN 979-8503858525, ASIN :  B094TG1P6W Lyrics 2021". Wydane pod pseudonimem Martin Smallridge
The mills kept grinding. Wyd. Lyrics Editorial House, August 25, 2021, Portlaoise. ISBN 979-8463763839, ASIN :  B09DMXTHMR Lyrics Editorial House 2021". Wydane pod pseudonimem Martin Smallridge

### Periodyki
„Fronda” nr 29, wiosna 2003
Chcemy znać ostatnią wersję prawdy
„Fronda” nr 31, Boże Narodzenie 2003
Kto nie widział, ten nie zrozumie
Kwartalnik „Akcent” nr 4 (94) 2003
Od Puszkina do Czuchraja. Literackie szkice o Rosji
„Stosunki Międzynarodowe”:
Terroryzm medialny – Nowa forma komunikacji międzyludzkiej, wrzesień 2004
Trzy maski na jedną twarz, październik 2004
Kłopotliwy Karzeł w Cieniu Giganta, październik 2004
Kto się boi Sharona?, listopad 2004
Zaolzie i Spisz, kwiecień 2005
Rosyjskie a priori, maj 2005
„Tygiel Kultury” nr 10-12/2004
Apokalipsa po rosyjsku
„Fronda” nr 35, wiosna 2005
Rosyjski übermensch
„Opcja na prawo” nr 10/46, październik 2005
Rosja jak «dzika Bela»
„Opcja na prawo” nr 11/47, listopad 2005
Gwiazdozbiór smoka
„Tygiel Kultury” nr 10-12/2005
Gwiazdozbiór smoka
„Nowe Państwo” nr 1 (361), zima 2006
Wiek Smoka
„Opcja na prawo” nr 1/49, styczeń 2006
Brunatny wiatr odnowy
„Tygiel Kultury” nr 1-3/2006
Rosja jak «dzika Bela»
"Worldpress.org" 3 sierpnia 2016
The Jedwabne Massacre of 1941: An Interview with Marcin Malek " by Teri Schure
"Worldpress.org" 12 Marca 2018
"Polish Death Camps" Controversy